# NGC 6664
NGC 6664 is een open sterrenhoop in het sterrenbeeld Schild. Het hemelobject werd op 16 juni 1784 ontdekt door de Duits-Britse astronoom William Herschel.

## Alpha Scuti
Amateurastronomen kunnen de betrekkelijk heldere ster Alpha Scuti aanwenden als gidsster om de open sterrenhoop NGC 6664 net ten oosten ervan op te sporen.

## Synoniemen
- OCL 68